# Lijst van ijsbanen in Oslo
In Oslo liggen of lagen de onderstaande ijsbanen.

## Valle Hovin kunstisbane
De Valle Hovin kunstisbane is een openlucht-kunstijsbaan in Oslo in de provincie Oslo in het zuiden van Noorwegen. De ijsbaan is geopend in 1966 en ligt op 92 meter boven zeeniveau. De ijsbaan wordt ook gebruikt als bandybaan.
In juni 2015 viel het besluit dat de ijsbaan wordt overkapt. De baan moet in 2019 klaar zijn.

### Grote wedstrijden
Internationale kampioenschappen
1973 - WK sprint
1989 - WK allround mannen
1992 - WK sprint
Wereldbekerwedstrijden
- 1985/1986 - Wereldbeker 4 mannen
- 1988/1989 - Wereldbeker 2 mannen (dag 2)
- 1995/1996 - Wereldbeker 3
- 2001/2002 - Wereldbeker 7 sprint

Nationale kampioenschappen
- 1988 - NK allround mannen
- 1988 - NK sprint mannen/vrouwen
- 1988 - NK allround vrouwen
- 1989 - NK sprint mannen/vrouwen
- 1994 - NK afstanden mannen/vrouwen
- 2004 - NK allround mannen/vrouwen
- 2009 - NK sprint mannen/vrouwen

Bandy kampioenschappen
- 1985 - WK Bandy (2 poule- en finalewedstrijden)

## Frogner Stadion (kunstis)
Deze ijsbaan wordt ook gebruikt als bandybaan.

### Nationale kampioenschappen
- 2011 - NK allround mannen/vrouwen

## Ullern kunstis
Het Ullern kunstis is een kunstijsbaan in Ullern (gemeente Oslo) in de provincie Oslo in het zuiden van Noorwegen. De ijsbaan wordt gebruikt als bandybaan. De kunstijsbaan is geopend in 2011.
Het Ullern kunstis is de thuisbaan van Ullern Bandy, die spelen in de hoogste Noorse bandy competitie.

## Frogner Stadion
Sinds 1959 staat buiten het stadion een beeld van Oscar Mathisen als eerbetoon aan de grootste Noorse schaatser.

### Grote kampioenschappen
Internationale kampioenschappen
1914 - WK allround mannen
1922 - WK allround mannen
1924 - EK allround mannen
1928 - EK allround mannen
1929 - WK allround mannen
1930 - WK allround mannen
1933 - WK allround vrouwen (1e officieuze WK allround)
1934 - WK allround vrouwen (2e officieuze WK allround)
1935 - WK allround mannen
1935 - WK allround vrouwen (3e en laatste officieuze WK allround)
1936 - EK allround mannen
1937 - WK allround mannen
1938 - EK allround mannen
1938 - WK allround vrouwen
Nationale kampioenschappen
- 1915 - NK allround mannen
- 1917 - NK allround mannen
- 1927 - NK allround mannen
- 1932 - NK allround mannen
- 1932 - NK allround vrouwen (officieus)
- 1935 - NK allround vrouwen
- 1936 - NK allround mannen
- 1937 - NK allround vrouwen
- 1938 - NK allround mannen
- 1978 - NK sprint mannen/vrouwen

### Wereldrecords
| Nr. | Discipline     | Naam               | Land             | Tijd   | Datum            |
| --- | -------------- | ------------------ | ---------------- | ------ | ---------------- |
| 1.  | 500 meter (m)  | Oscar Mathisen     | Noorwegen        | 43,7   | 10 januari 1914  |
| 2.  | 1500 meter (m) | Oscar Mathisen     | Noorwegen        | 2.19,4 | 11 januari 1914  |
| 3.  | 5000 meter (m) | Oscar Mathisen     | Noorwegen        | 8.36,3 | 23 januari 1916  |
| 4.  | 5000 meter (m) | Kristian Strøm     | Noorwegen        | 8.33,7 | 4 februari 1917  |
| 5.  | 5000 meter (m) | Harald Strøm       | Noorwegen        | 8.27,7 | 20 februari 1921 |
| 6.  | 5000 meter (m) | Harald Strøm       | Noorwegen        | 8.26,5 | 18 februari 1922 |
| 7.  | 1500 meter (v) | Synnøve Lie        | Noorwegen        | 3.08,1 | 7 maart 1932     |
| 8.  | 1000 meter (v) | Verné Lesche       | Finland          | 1.45,7 | 11 februari 1934 |
| 9.  | 1500 meter (v) | Undis Blikken      | Noorwegen        | 2.40,0 | 12 februari 1934 |
| 10. | 1500 meter (v) | Laila Schou Nilsen | Noorwegen        | 2.38,1 | 23 januari 1937  |
| 11. | 500 meter (m)  | Allan W. Potts     | Verenigde Staten | 42,4   | 18 januari 1936  |
| 12. | 5000 meter (m) | Ivar Ballangrud    | Noorwegen        | 8.17,2 | 18 januari 1936  |

## Bislettstadion

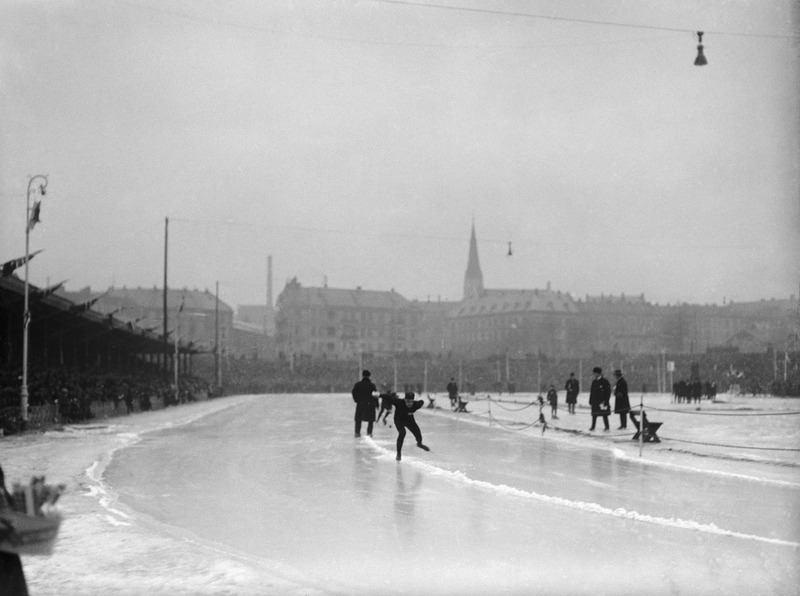
Clas Thunberg op Bislett, ca. 1925

Het Bislettstadion is een sportstadion in Oslo. In Nederland is het vooral bekend als schaatsarena waar Ard Schenk en Kees Verkerk samen drie wereldtitels wonnen. De ijsbaan werd in 1986 definitief gesloten. Na een renovatie werd het in 2005 heropend als atletiekbaan en voetbalstadion.

### Grote kampioenschappen
Internationale kampioenschappen
1925 - WK allround mannen
1947 - WK allround mannen
1949 - WK allround mannen
1951 - EK allround mannen
1952 - Olympische Winterspelen
1956 - WK allround mannen
1957 - EK allround mannen
1959 - WK allround mannen
1960 - EK allround mannen
1962 - EK allround mannen
1964 - EK allround mannen
1965 - WK allround mannen
1967 - WK allround mannen
1968 - EK allround mannen
1970 - WK allround mannen
1972 - WK allround mannen
1975 - WK allround mannen
1976 - EK allround mannen
1978 - EK allround mannen
1979 - WK allround mannen
1981 - WK allround mannen
1982 - EK allround mannen
1983 - WK allround mannen
1986 - EK allround mannen

### Wereldrecords
| Nr. | Discipline         | Naam             | Land             | Tijd     | Datum               |
| --- | ------------------ | ---------------- | ---------------- | -------- | ------------------- |
| 1.  | 5000 meter (m)     | Knut Johannesen  | Noorwegen        | 7.37,8   | 26 januari 1963     |
| 2.  | Grote vierkamp (m) | Nils Egil Aaness | Noorwegen        | 180,560  | 26/27 januari 1963  |
| 3.  | 3000 meter (m)     | Ivar Eriksen     | Noorwegen        | 4.33,0   | 28 februari 1963    |
| 4.  | 3000 meter (m)     | Ants Antson      | Sovjet-Unie      | 4.27,3   | 11 februari 1964    |
| 5.  | 5000 meter (m)     | Jonny Nilsson    | Zweden           | 7.33,2   | 13 februari 1965    |
| 6.  | 3000 meter (m)     | Rudie Liebrechts | Nederland        | 4.26,8   | 25 februari 1965    |
| 7.  | 10.000 meter (m)   | Fred Anton Maier | Noorwegen        | 15.32,2  | 6 februari 1966     |
| 8.  | Grote vierkamp (m) | Fred Anton Maier | Noorwegen        | 178,253  | 5/6 februari 1966   |
| 9.  | 3000 meter (v)     | Lidia Skoblikova | Sovjet-Unie      | 5.05,9   | 15 januari 1967     |
| 10. | Grote vierkamp (m) | Kees Verkerk     | Nederland        | 178,058  | 11/12 februari 1967 |
| 11. | 10.000 meter (m)   | Fred Anton Maier | Noorwegen        | 15.20,3  | 28 januari 1968     |
| 12. | Grote vierkamp (m) | Ard Schenk       | Nederland        | 171,317  | 30/31 januari 1971  |
| 13. | 10.000 meter (m)   | Sten Stensen     | Noorwegen        | 14.50,31 | 25 januari 1976     |
| 14. | Grote vierkamp (m) | Eric Heiden      | Verenigde Staten | 162,973  | 11/12 februari 1979 |
| 15. | 10.000 meter (m)   | Tomas Gustafson  | Zweden           | 14.23,59 | 31 januari 1982     |

## Jordal idrettspark

### Nationale kampioenschappen
- 1949 - NK allround vrouwen
- 1963 - NK allround vrouwen
- 1975 - NK allround vrouwen

## Tryvann stadion

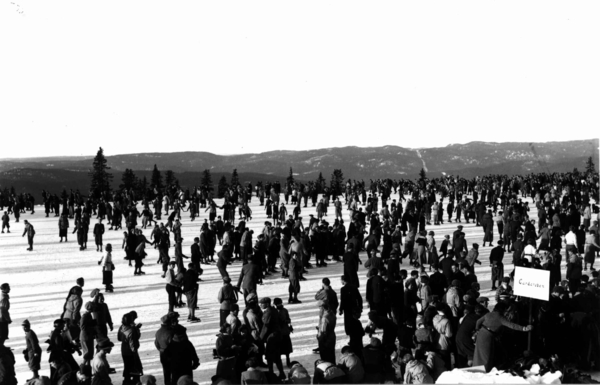
Tryvann ijsbaan volgepakt met schaatsers, Oslo, 1934

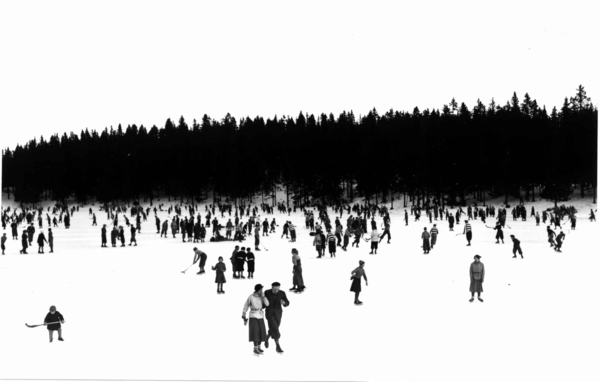
De nieuwe Tryvann ijsbaan, Oslo 1934. Winter beeld van volwassenen en kinderen op schaatsen.

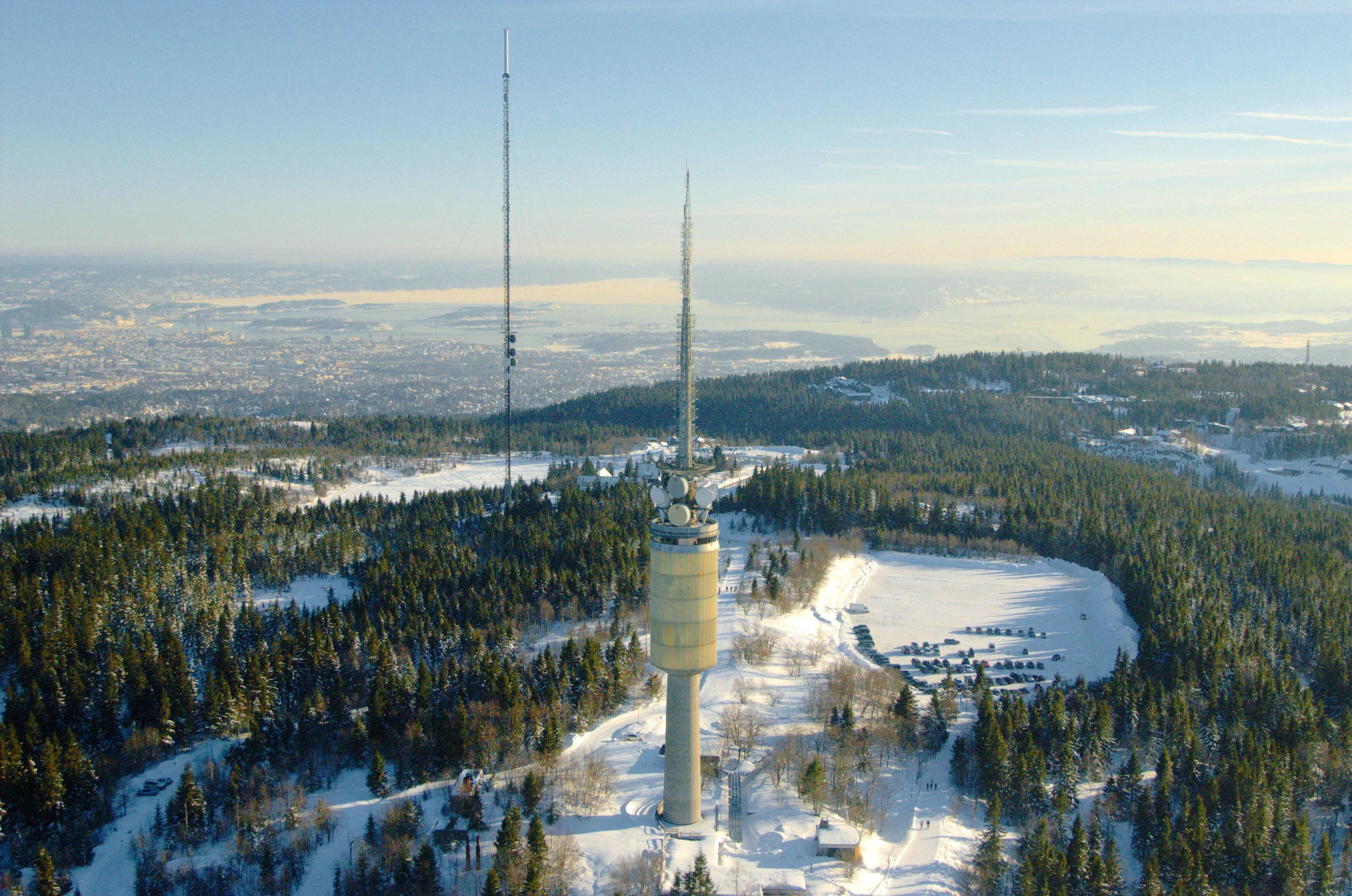
Tryvannshøyden in 2006; de voormalige locatie van het Tryvann stadion, waar nu een parkeerplaats ligt.

Het Tryvann stadion  was een ijsbaan in Tryvannshøyden in Oslo, Noorwegen. Traditioneel zijn de hoofd ijsbanen van Oslo het Frogner stadion en het Bislett stadion. In 1933 besloot de gemeenteraad tot het bouwen van een ijsbaan bij Tryvann om het schaatsseizoen te verlengen. Het Tryvann stadion lag op 517 meter boven zeeniveau, dit gaf de schaatsers de kans om te schaatsen van 1 november tot 1 april. Het vervoer naar de ijsbaan was mogelijk via de Holmenkollen Line. Voor de Olympische Winterspelen van 1952 was het stadion ingericht als reserve voor het Bislet, indien daar geen natuurijs zou liggen, maar het is destijds niet nodig geweest. In de jaren 1970 is de ijsbaan afgebroken om plaats te maken voor parkeerplaatsen.

## Dælenenga idrettspark
De eerste schaatswedstrijd vond plaats op 24 januari 1917 en het stadion bleef behouden voor het schaatsen tot 1929. De Arbeidernes Idrettsforbund organiseerde het Noors kampioenschap van 1926 en 1929 op deze baan. De Fin Clas Thunberg reed twee onofficiële wereldrecords 1000m van 1:31.60 (tweemaal) in 1921.

## Gamle Frogner Stadion
Een van de ijsbanen van Oslo is het Gamle Frogner Stadion. Op deze ijsbaan behaalde de Noorse schaatser Oscar Mathisen vele successen.

### Grote kampioenschappen
Internationale kampioenschappen
1903 - EK allround mannen
1904 - WK allround mannen
1909 - WK allround mannen
1912 - WK allround mannen
Nationale kampioenschappen
- 1901 - NK allround mannen
- 1905 - NK allround mannen
- 1908 - NK allround mannen
- 1911 - NK allround mannen

### Wereldrecords
| Nr. | Discipline       | Naam               | Land      | Tijd    | Datum            |
| --- | ---------------- | ------------------ | --------- | ------- | ---------------- |
| 1.  | 5000 meter (m)   | Nikolay Strunnikov | Rusland   | 8.37,2  | 4 februari 1911  |
| 2.  | 500 meter (m)    | Oscar Mathisen     | Noorwegen | 44,2    | 17 februari 1912 |
| 3.  | 10.000 meter (m) | Oscar Mathisen     | Noorwegen | 17.46,3 | 18 februari 1912 |
| 4.  | 10.000 meter (m) | Oscar Mathisen     | Noorwegen | 17.22,6 | 1 februari 1913  |

## Frognerkilen
Het fjordijs van de Frognerkilen is tussen 1880 en 1900 gebruikt als ijsbaan voor verschillende Noorse kampioenschappen. In het laatste jaar is het Wereldkampioenschap allround op de Frognerkilen georganiseerd.

### Grote kampioenschappen
Internationale kampioenschappen
- 1900 - WK allround mannen

Nationale kampioenschappen
- 1888 - NK mijl mannen
- 1889 - NK mannen
- 1892 - NK mannen
- 1896 - NK allround mannen
- 1899 - NK allround mannen

### Wereldrecords
| Nr. | Discipline    | Naam             | Land      | Tijd | Datum           |
| --- | ------------- | ---------------- | --------- | ---- | --------------- |
| 1.  | 500 meter (m) | Oskar Fredriksen | Noorwegen | 47,8 | 21 januari 1894 |

## Majorstubanen

### Nationale kampioenschappen
- 1890 - NK mannen
- 1891 - NK mannen
- 1892 - NK allround mannen
- 1893 - NK allround mannen

## Schaatsverenigingen

### Oslo Skøiteklub
De vereniging Oslo Skøiteklub maakt gebruik van de Frogner kunstisbane. De volgende bekende schaatsers zijn (ex-)lid van de Oslo Skøiteklub:
- Roald Aas
- Nils Aaness
- Ivar Ballangrud
- Lasse Efskind
- Bernt Evensen
- Finn Helgesen
- Sonja Henie
- Roald Larsen
- Oscar Mathisen
- Laila Schou Nilsen
- Axel Paulsen
- Svein-Erik Stiansen

### Aktiv Skøyteklubb
De vereniging Aktiv Skøyteklubb (voormalig Arbeidernes Skøyteklubb), opgericht in 1924, maakt gebruik van de Valle Hovin kunstisbane sinds deze ijsbaan is geopend. Daarvoor maakte de schaatsclub gebruik van het Jordal idrettspark. De volgende bekende schaatsers zijn (ex-)lid van de Aktiv Skøyteklubb:
- Knut Johannesen
- Per Willy Guttormsen
- Sigrid Sundby Dybedahl
- Ivar Eriksen
- Kai Arne Engelstad
- Bjørn Nyland
- Frode Rønning
- Geir Karlstad
- Petter Andersen

Niet-erkende ijsbanen

1924:  Stade de Mont Blanc · 
1928:  Badrutts Park · 
1932:  James B. Sheffield Olympic Skating Rink · 
1936:  IJsbaan van Garmisch-Partenkirchen · 
1948:  Badrutts Park · 
1952:  Bislett Stadion · 
1956:  Meer van Misurina · 
1960:  Squaw Valley Olympic Skating Rink · 
1964:  Olympia Eisstadion Innsbruck · 
1968:  Anneau de Vitesse de Grenoble · 
1972:  Makomanai Skating Centre · 
1976:  Olympia Eisstadion Innsbruck · 
1980:  James B. Sheffield Olympic Skating Rink · 
1984:  Zetra Ice Rink · 
1988:  Olympic Oval · 
1992:  Stade de Patinage Olympique · 
1994:  Vikingskipet · 
1998:  M-Wave · 
2002:  Utah Olympic Oval · 
2006:  Oval Lingotto · 
2010:  Richmond Olympic Oval · 
2014:  Adler Arena · 
2018:  Gangneung Science Oval · 
2022:  National Speed Skating Oval
2026:  Fiera Milano
Arena Ritten ·
Asama Onsen Skating Rink ·
De Bonte Wever ·
De Uithof ·
Vechtsebanen ·
Sportpaleis Krylatskoje ·
IJsstadion Davos · 
Fram kunstisbane ·
Gaétan Boucher Oval ·
Gunda Niemann-Stirnemann Halle ·
Hamar Stadion ·
Heilongjiang Indoor Rink ·
Horst-Dohm-Eisstadion ·
Ice Arena Tomaszów Mazowiecki ·
IJssportcentrum Eindhoven ·
IJsstadion Stadspark ·
Isstadion Eskilstuna ·
James B. Sheffield Olympic Skating Rink ·
Jeonju Ice Rink ·
Provinciale ijsbaan van Jilin ·
Guidant John Rose Minnesota Oval ·
Kometa ·
Leangen Kunstis ·
Lövsta Idrottsplats ·
Ludwig Schwabl Stadion ·
M-Wave ·
Machiyama Highland Skating Center ·
Max Aicher Arena ·
Medeo ·
Minsk Arena ·
National Speed Skating Oval ·
No Mori Skating Centre ·
Olympia Eisstadion Innsbruck ·
Olympic Oval ·
Oulunkylä ·
Oval Lingotto ·
Pettit National Ice Center ·
Ruddalens IP ·
Savalen kunstisbane ·
Skien isstadion ·
Slåtthaug kunstisbane ·
Sørmarka Arena ·
Sportforum Hohenschönhausen ·
Sportpaleis Alau ·
Stade de Patinage Olympique ·
Stadio del Ghiaccio ·
Taereung Ice Rink ·
Thialf ·
Tokachi Oval ·
Tomakomai Highland Sport Center ·
Tor Stegny ·
Uiam Rink ·
Uralskaja Molnija ·
US High Mountain Altitude Sportcenter ·
Utah Olympic Oval ·
Valle Hovin kunstisbane ·
Vikingskipet ·
Skating Center Karuizawa